# Liste interkontinentaler Staaten
Die Liste interkontinentaler Staaten zählt die 20 Staaten auf, deren Territorium sich auf mehr als einem Kontinent befindet. Berücksichtigt werden in der Hauptliste ausschließlich Gebiete, die integraler Bestandteil des Staatsgebietes sind. Staaten mit abhängigen Gebieten außerhalb des Mutterlandkontinents sind in einer zusätzlichen Liste genannt.

## Staaten und ihre Verteilung auf den Kontinenten

Gebietsansprüche in der Antarktis:

Frankreich und seine Überseebesitzungen.

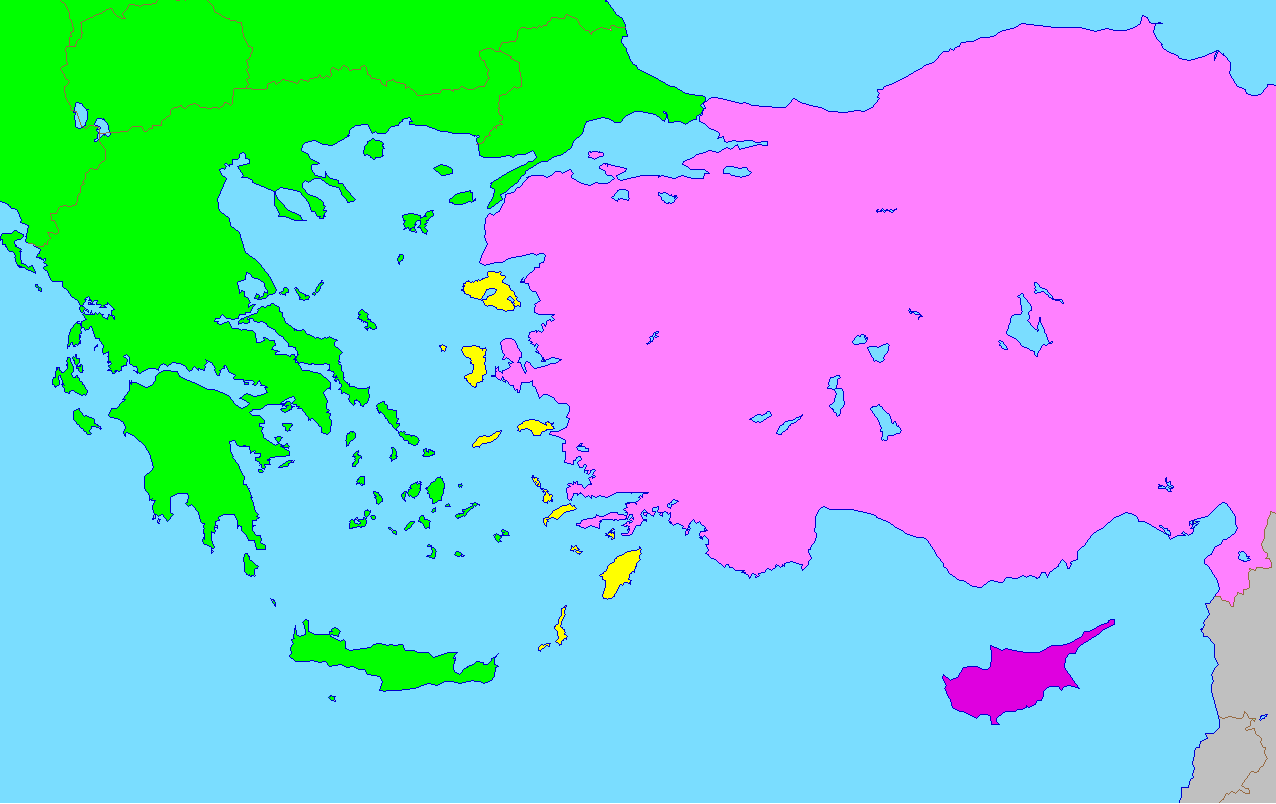
Im engeren Sinne zu Asien zählende Inseln Griechenlands (gelb).

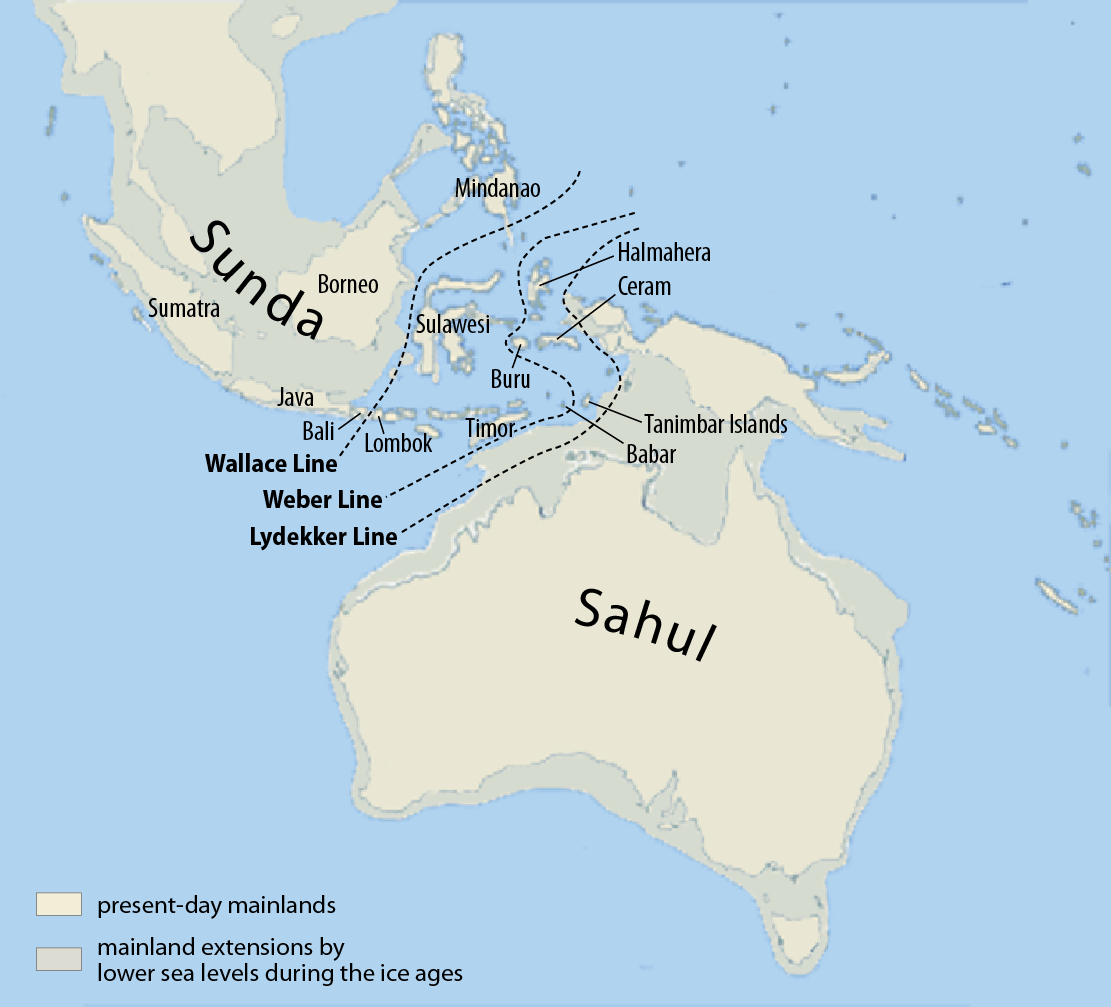
Grenzziehungen zwischen Asien und Australien.

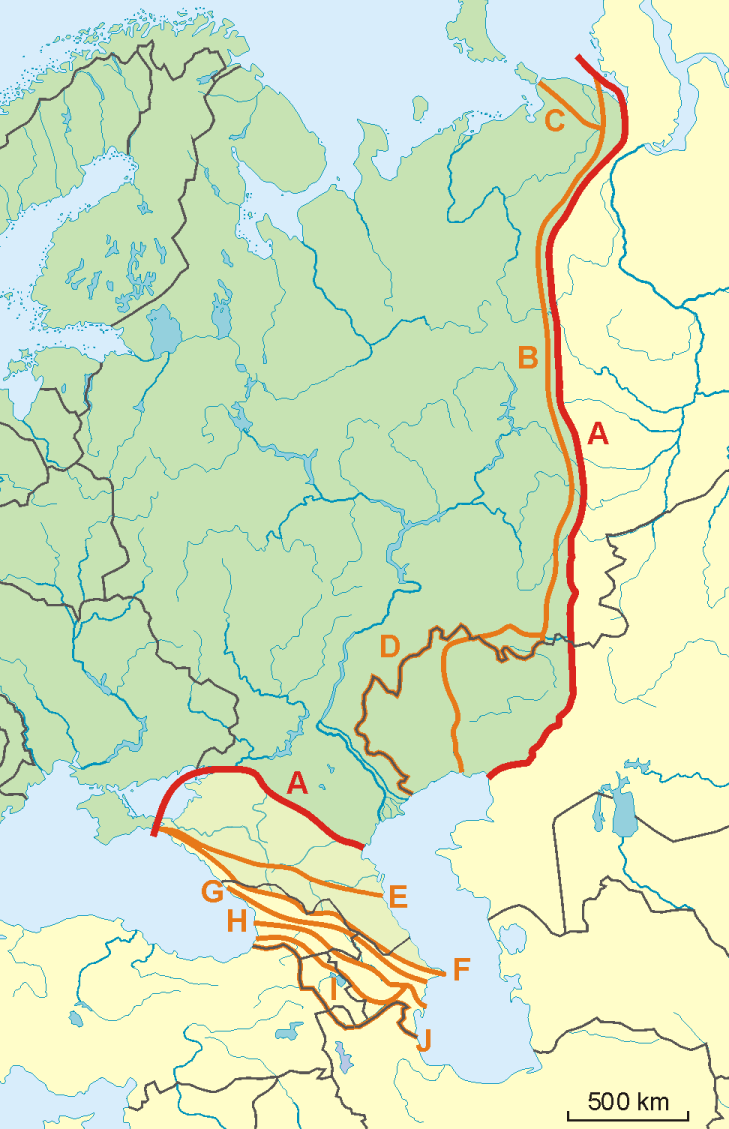
А-F – Grenzziehungen zwischen Europa und Asien in Russland. Die konventionelle Grenze (A) ist rot markiert.

### Staaten über mehrere Kontinente verteilt
- Frankreich[1]:
  - Europa: Metropolitan-Frankreich (Mutterland)
  - Nordamerika: Saint-Pierre und Miquelon
  - Mittelamerika: Guadeloupe, Martinique, Saint-Barthélemy, Saint-Martin, Clipperton-Insel
  - Südamerika: Französisch-Guayana
  - Afrika: Îles Éparses, Mayotte, Réunion
  - Ozeanien: Französisch-Polynesien, Neukaledonien, Wallis und Futuna
  - Antarktis: Sankt Paul und Amsterdam, Kerguelen, Crozetinseln, Adelieland (Teil des Überseegebietes Französische Süd- und Antarktisgebiete, Zugehörigkeit zu Frankreich völkerrechtlich umstritten)

#### Europa und Amerika
- Königreich der Niederlande[2]:
  - Europa: Niederlande (Mutterland)
  - Amerika: Aruba, Curaçao, Saba, Bonaire, Sint Eustatius, Sint Maarten

#### Nordamerika und Ozeanien
- Vereinigte Staaten:
  - Nordamerika: Vereinigte Staaten (kontinentaler Teil) mit Alaska (1912 Territorium, 1959 49. Bundesstaat)
  - Mittelamerika: Puerto Rico
  - Ozeanien (Polynesien): Hawaii (seit 1959 als 50. Bundesstaat Teil des Staatsgebietes der USA)

#### Asien und Ozeanien
- Japan:
  - Asien: Japan (Mutterland)
  - Ozeanien: Marcusinsel

### Staaten an den Grenzen von Kontinenten

#### Europa und Asien
- Russland[3]:
  - Europa: Russland (europäischer Teil)
  - Asien: Sibirien, (Kaukasusvorland, Nordkaukasus)[4]
- ( Abchasien) / ( Georgien) / ( Aserbaidschan) je nach Definition der Grenze zwischen Europa und Asien[5]
- Kasachstan:
  - Asien: Kasachstan (Hauptteil)
  - Europa: Gebiet westlich des Flusses Ural (Westkasachstan und westlicher Teil des Gebietes Atyrau)
- Türkei[6]:
  - Asien: Anatolien
  - Europa: Ostthrakien
- Griechenland[7][8]:
  - Europa: Griechenland (Mutterland)
  - Asien: Lesbos (1912 griech.), Chios (1912 griech.), Samos (1912 griech.), Ikaria (1913 griech.), Dodekanes mit Kastelorizo (1947 griech.)

#### Europa und Afrika
- Spanien:
  - Europa: Spanien (Mutterland)
  - Afrika: Kanarische Inseln (1483 span., 1982 autonome Region), Ceuta (1668 span.), Melilla (1497 span.), Peñón de Vélez de la Gomera (1508 span.), Isla de Alborán (1540 span.), Alhucemas (1560 span.), Islas Chafarinas (1847 span.), Isla del Perejil (1668 span.)
- Italien:
  - Europa: Italien (Mutterland)
  - Afrika: Pantelleria, Pelagische Inseln

#### Afrika und Asien
- Ägypten[9][10]:
  - Afrika: Ägypten (Hauptteil)
  - Asien: Sinai-Halbinsel
- Jemen[11]:
  - Asien: Jemen (Mutterland)
  - Afrika: Sokotra

#### Asien und Australien
- Indonesien[12]:
  - Asien: Indonesien (Mutterland)
  - Australien: Westneuguinea (1963 von Indonesien annektiert)

#### Europa und Nordamerika
- Dänemark:
  - Europa: Dänemark (Mutterland), Färöer (seit 1948 autonom)
  - Nordamerika: Grönland (1953 Teil des dänischen Staatsgebietes, seit 1979 autonom)

- Island
  - Europa: Ostteil geologisch Teil Europas
  - Nordamerika: Westteil geologisch Teil Nordamerikas

#### Europa, Afrika und Nordamerika
- Portugal[13]:
  - Europa: Portugal (Mutterland), östliche Azoren[14] (1834 Teil des Staatsgebietes, 1980 autonom)
  - Afrika: Madeira[15] (1976 autonom) und Ilhas Selvagens (Außengebiet von Madeira)
  - Nordamerika: westliche Azoren geologisch Teil Nordamerikas

#### Nordamerika und Südamerika
- Panama[16]:
  - Nordamerika: Panama westlich des Isthmus von Panama bzw. der Atratosenke
  - Südamerika: Panama östlich des Isthmus von Panama bzw. der Atratosenke
- Kolumbien[17]:
  - Südamerika: Kolumbien (Mutterland)
  - Nordamerika: San Andrés und Providencia
- Venezuela:
  - Südamerika: Venezuela (Mutterland)
  - Nordamerika: Vogel-Insel (Isla de Aves) (1950 von Venezuela annektiert)

#### Südamerika und Antarktis
- Argentinien:
  - Südamerika: Argentinien (Mutterland)
  - Antarktis: Argentinisches Antarktisterritorium (argentinischer Anspruch seit 1946; international nicht anerkannt)

#### Südamerika, Ozeanien und Antarktis
- Chile:
  - Südamerika: Chile (Mutterland)
  - Ozeanien: Osterinsel (Rapa Nui) (1888 von Chile annektiert)
  - Antarktis: Chilenisches Antarktisterritorium (chilenischer Anspruch seit 1940; international nicht anerkannt)

## Staaten mit abhängigen Gebieten außerhalb des Mutterland-Kontinents
- Vereinigtes Königreich (auf allen Kontinenten vertreten)
  - Europa: Isle of Man, Kanalinseln, Gibraltar
  - Asien: Akrotiri und Dekelia, British Indian Ocean Territory
  - Afrika: St. Helena, Ascension und Tristan da Cunha
  - Nordamerika: Bermuda
  - Mittelamerika: Anguilla, Britische Jungferninseln, Kaimaninseln, Montserrat, Turks- und Caicosinseln
  - Südamerika: Falklandinseln
  - Ozeanien: Pitcairninseln
  - Antarktis: Britisches Antarktis-Territorium
- Australien
  - Ozeanien: Ashmore- und Cartierinseln, Korallenmeerinseln, Lord-Howe-Insel, Macquarieinsel, Norfolkinsel
  - Asien: Kokosinseln, Weihnachtsinsel
  - Antarktis: Heard und McDonaldinseln, Australische Antarktis-Territorium
- Vereinigte Staaten
  - Mittelamerika: Amerikanische Jungferninseln, Puerto Rico, Navassa, Guantánamo-Bucht
  - Ozeanien: Amerikanisch-Samoa, Nördliche Marianen, Guam, Bakerinsel, Howlandinsel, Jarvisinsel, Johnstoninsel, Kingmanriff, Palmyra-Atoll, Wake-Insel
- Neuseeland
  - Ozeanien: Cookinseln, Niue, Tokelau
  - Antarktis: Ross-Nebengebiet
- Norwegen
  - zwischen Afrika und der Antarktis liegende Bouvetinsel
  - Antarktis Peter-I.-Insel, Königin-Maud-Land